# Jeżewo Stare
Jeżewo Stare (historyczna nazwa: Stare Jeżewo) – wieś w Polsce położona w województwie podlaskim, w powiecie białostockim, w gminie Tykocin.
W latach 1954–1972 wieś należała i była siedzibą władz gromady Jeżewo. W latach 1975–1998 miejscowość administracyjnie należała do województwa białostockiego.
Wierni kościoła rzymskokatolickiego należą do parafii Parafia Trójcy Przenajświętszej w Tykocinie.

## Położenie
Miejscowość położona jest na skrzyżowaniu dróg:
- droga ekspresowa S8 Kudowa-Zdrój - Wrocław - Warszawa - Białystok - Suwałki - Budzisko,
- droga krajowa nr 64 Piątnica Poduchowna - Wizna - Stare Jeżewo,
- droga wojewódzka nr 671 Sokolany - Korycin - Knyszyn - Stare Jeżewo - Sokoły.

## Historia
Miejscowość wymieniana jako wieś w XIII wieku w składzie dóbr tykocińskich książąt mazowieckich. Od roku 1438 własność litewskiego rodu Gasztołdów. Po śmierci wojewody nowogródzkiego i trockiego Stanisława Gasztołda w 1542 własność wdowy po nim, Barbary z Radziwiłłów i po jej ślubie z królem Zygmuntem Augustem w 1547 własność królewska. W 1661 dobra tykocińskie wraz ze Starym Jeżewem zostały nadane hetmanowi Stefanowi Czarnieckiemu, a później jako wiano jego córki Katarzyny Aleksandry przechodzi w ręce Branickich herbu Gryf.
W 1859 folwark Jeżewo wraz z 850 ha kupił Jan Gloger, który założył tu sad, w którym wyhodował jedną z pierwszych nowoczesnych odmian jabłoni, odporną na mrozy "glogerówkę". We wsi mieszkał jego syn Zygmunt Gloger, historyk i krajoznawca, z czasem przejmując majątek. Około 1880 Gloger zbudował w Starym Jeżewie browar funkcjonujący do lat 50. XX wieku. Do 1939 istniało w miejscowości jego muzeum.
We wsi znajduje się budynek szkoły podstawowej, zamkniętej po reformie edukacji. W roku 2006 został nabyty przez prywatnego właściciela.

## Obiekty znajdujące się w miejscowości
- Pozostałości zespołu dworskiego Glogerów:
  - spichlerz murowany (lamus) sprzed 1860
  - rządcówka murowana, 2 poł. XIX wieku, przebudowana w 1931
  - ślady po ogrodzie dworskim
- ruiny browaru.